# James Francis Stephens
James Francis Stephens (Shoreham-by-Sea, 16 september 1792 - 22 december 1852) was een Engels zoöloog.
Stephens was van 1807-1845 bij de Admiraliteit van Engeland, hij werkte op een kantoor in Somerset House in Londen.
In zijn vrije tijd hielp hij de zoöloog William Elford Leach bij het aanleggen van een insectencollectie van het British Museum. Na zijn pensionering werd ook zijn eigen insectencollectie, die veel holotypes bevatte, aangekocht door het British Museum.
In 1833 was hij medeoprichter van de "Entomological Society of London", een voorloper van de "Royal Entomological Society of London" waar hij in 1837 en 1838 voorzitter van was.

## Werken
Stephens was de schrijver van:
- General zoology, or Systematic natural history London, Printed for G. Kearsley gedeeltelijk met George Shaw en de enige auteur van de laatste 6 volumes van de 16 volumes, na de dood van George Shaw (1800-1826)
- Nomenclature of British Insects: Being a Compendious List of Such Species (1829).
- A systematic Catalogue of British insects: being an attempt to arrange all the hitherto discovered indigenous insects in accordance with their natural affinities. Containing also the references to every English writer on entomology, and to the principal foreign authors. With all the published British genera to the present time (1829).
- Illustrations of British Entomology; or, a synopsis of indigenous insects, containing their generic and specific distinctions; with an account of their metamorphoses, times of appearance, localities, food, and economy, as far as practicable. In ten volumes. (1828–1846).
- A Manual of British Beetles, 1839.

- Bibliothèque nationale de France: cb10594495g (data)
- Gemeinsame Normdatei: 117658227
- International Standard Name Identifier: 0000 0000 8390 6983
- Library of Congress Control Number: nr00019563
- Nationale Bibliotheek van Israël: 987007355505005171
- Nederlandse Thesaurus van Auteursnamen: 155670662
- LIBRIS: 238144
- Museum of New Zealand Te Papa Tongarewa: 66017
- Virtual International Authority File: 67248625
- WorldCat: E39PBJfmrHhtHqChV4TG3jgdwC